# Danh sách quốc gia có vũ khí hạt nhân

Bản đồ các quốc gia vũ trang hạt nhân trên thế giới
Các quốc gia có vũ khí hạt nhân được NPT chỉ định (Trung Quốc, Pháp, Nga, Anh Quốc, Hoa Kỳ)
Các quốc gia khác có vũ khí hạt nhân (Ấn Độ, Triều Tiên, Pakistan)
Các quốc gia khác được cho là có vũ khí hạt nhân (Israel)
Các quốc gia chia sẻ vũ khí hạt nhân thành viên NATO (Bỉ, Đức, Ý, Hà Lan, Thổ Nhĩ Kỳ)
Các quốc gia trước đây sở hữu vũ khí hạt nhân (Belarus, Kazakhstan, Nam Phi, Ukraina)

Hiện nay trên thế giới có 8 quốc gia đã cho nổ hay đã dùng vũ khí hạt nhân; 5 quốc gia trong số đó được Hiệp ước không phổ biến vũ khí hạt nhân xem là "các quốc gia có vũ khí hạt nhân", bao gồm Mỹ, Nga (trước đó là Liên Xô), Anh, Pháp và Trung Quốc; 3 nước không ký vào hiệp định này thực hiện các thí nghiệm cho nổ vũ khí hạt nhân: Ấn Độ, Pakistan và Bắc Triều Tiên; quốc gia còn lại là Nam Phi, tuy nhiên quốc gia này đã bác bỏ.
Nhiều người tin là Israel có vũ khí hạt nhân dù quốc gia này không phủ nhận hay xác nhận việc này. Iran và Syria đang bị nghi ngờ là có các chương trình sản xuất vũ khí hủy diệt hàng loạt, trong đó có chương trình hạt nhân.
Có 4 quốc gia từng sở hữu vũ khí hạt nhân nhưng đã từ bỏ, đó là Kazakhstan, Belarus, Ukraina và Nam Phi. Kazakhstan, Belarus và Ukraina từng sở hữu một số lớn đầu đạn hạt nhân cũ từ thời Liên Xô, tuy nhiên cả ba quốc gia đã giao nộp lại cho Nga và ký vào NPT. Nam Phi cũng từng sản xuất một số quả bom hạt nhân vào những năm 1980 và được cho là đã tiến hành một số vụ thử cùng với Israel nhưng đã phá hủy chúng vào đầu thập kỉ 90 của thế kỉ 20 và tham gia NPT.
Có 5 quốc gia không tự sở hữu và sản xuất vũ khí hạt nhân nhưng đang được chia sẻ bởi Hoa Kỳ, đó là Bỉ, Đức, Italia, Thổ Nhĩ Kỳ và Hà Lan. Trước đây, Canada và Hy Lạp cũng tham gia chương trình này. Các quốc gia này được Hoa Kỳ chia sẻ vũ khí hạt nhân (quyền sở hữu vẫn thuộc Hoa Kỳ) để sử dụng cho huấn luyện và tác chiến trong các chiến dịch của NATO.